# Пленники Барсова ущелья (фильм)
«Пленники Барсова ущелья» (арм. Հովազաձորի գերիները) — детский приключенческий фильм, поставленный режиссёром Юрием Ерзинкяном по одноимённой повести Вахтанга Ананяна и снятый на Ереванской киностудии в 1956 году.

## Сюжет
Сын пастуха Авдал спускается с горного пастбища в долину, чтобы купить для пастухов сахару и табаку. Однако Авдал не успевает вернуться засветло, потому что зачитался с друзьями повестью Владимира Арсеньева «Дерсу Узала», и вынужден заночевать в селе.
На следующий день четверо друзей — пионеров провожают Авдала до дороги в горы. По пути они видят, как почтальон Мурат прибивает на главной улице села почтовый ящик. Озорник Гагик покупает у Мурата конверт и бумагу и пишет, что он с друзьями отправляется на Дальний Восток. Письмо, адресованное своим родителям, Гагик бросает в почтовый ящик.
По дороге сын охотника Ашот предлагает Авдалу пройти через Барсово ущелье: якобы это вдвое короче. Осторожный Саркис утверждает, что тропу на выходе из ущелья разрушил обвал. Ашот высмеивает, как он считает, труса. Ашот предлагает проводить Авдала до выхода из ущелья, его поддерживает даже девочка Шушик. Саркис вынужден пойти с друзьями.
Таким образом, пятеро школьников, вместе с собакой Авдала, направляются в Барсово ущелье. Перед входом в ущелье Гагик теряет книгу, которую они читали вечером и он взял с собой — и не замечает этого.
Чтобы попасть в ущелье, нужно пересечь пропасть по Чёртову мосту — паре хлипких брёвен, перекинутых через пропасть. Ребятам с трудом это удается. Однако выясняется, что выхода из ущелья нет — Саркис был прав. Дети пытаются вернуться назад, но погода внезапно портится. Начинается буря с грозой. Вызванный непогодой камнепад сносит Чёртов мост.
«Робинзонам» поневоле приходится вести настоящую борьбу за выживание. Скудные запасы продуктов у детей быстро заканчиваются, приходится искать пропитание в природе. Кроме того, ребята пытаются срубить деревья, чтобы перебросить их через пропасть на месте разрушенного Чёртова моста.
При этом ярко проявляются качества каждого: решительность Ашота, обширные практические знания и невозмутимость Авдала, энергия Гагика — и трусость и эгоизм Саркиса, который находит запасы орехов, сделанные белками на зиму, но утаивает их от друзей. Однако когда Саркис срывается в пропасть, друзья забывают его эгоизм и с риском для жизни помогают ему выбраться. В Саркисе происходят перемены.
Между тем письмо Гагика дошло по назначению, и взрослые, которые уверены, что дети отправились на Дальний Восток, пытаются искать их на дорогах и железнодорожных вокзалах.
Эти поиски, естественно, результата не приносят. Четыре мальчика и одна девочка, которых задерживают на вокзале в Ереване, никакого отношения к пропавшим детям не имеют. Взрослые в отчаянии. О том, что они совсем рядом с селом, в Барсовом ущелье, никто не догадывается.
Между тем положение детей, запертых в Барсовом ущелье, ухудшается. Во время очередного ливня пещеру заливает, Шушик простужается. Однако Авдал находит малину, а Саркис сплетает корзину, которую обмазывают глиной. В таком самодельном «котле» ребята приготовляют отвар из малины и вылечивают Шушик.
Но радоваться, в общем, нечему: перебросить бревна через пропасть не удается. А тут ещё и «незваные гости» пожаловали: барс, словно оправдывающий название ущелья, и медведь. Хищники вступают в схватку, медведь побеждает барса, что, впрочем, положения детей не облегчает.
К счастью, охотник Арам находит книгу Гагика и догадывается, что его сын Ашот с друзьями где-то рядом. Жители села направляются к Барсову ущелью и находят пропавших детей.

## В ролях
- Юрий Хачатрян — Ашот
- Г. Ходжагорян — Авдал
- Рубен Мкртчян — Гагик
- Л. Ордоян — Шушик
- Араик Мкртумян — Саркис
- Ори Буниатян — Арутюн, председатель колхоза
- Гаруш Хажакян — Арам, охотник, отец Ашота
- Ашот Нерсесян — Паруйр, отец Саркиса
- Арам Амирбекян — Мурат, почтальон

## Съёмочная группа
- режиссёр-постановщик — Юрий Ерзинкян
- режиссёры — А. Айрапетян, Р. Мартиросян
- оператор — Иван Дилдарян
- художник — Петр Бейтнер
- композитор — Лазарь Сарьян
- звукооператор — И. Григорян
- директор — Р. Сароян

## Технические данные
- впервые на экране в Ереване — 18 марта 1956
- впервые на экране в Москве — 29 декабря 1957